# V-кубик 8

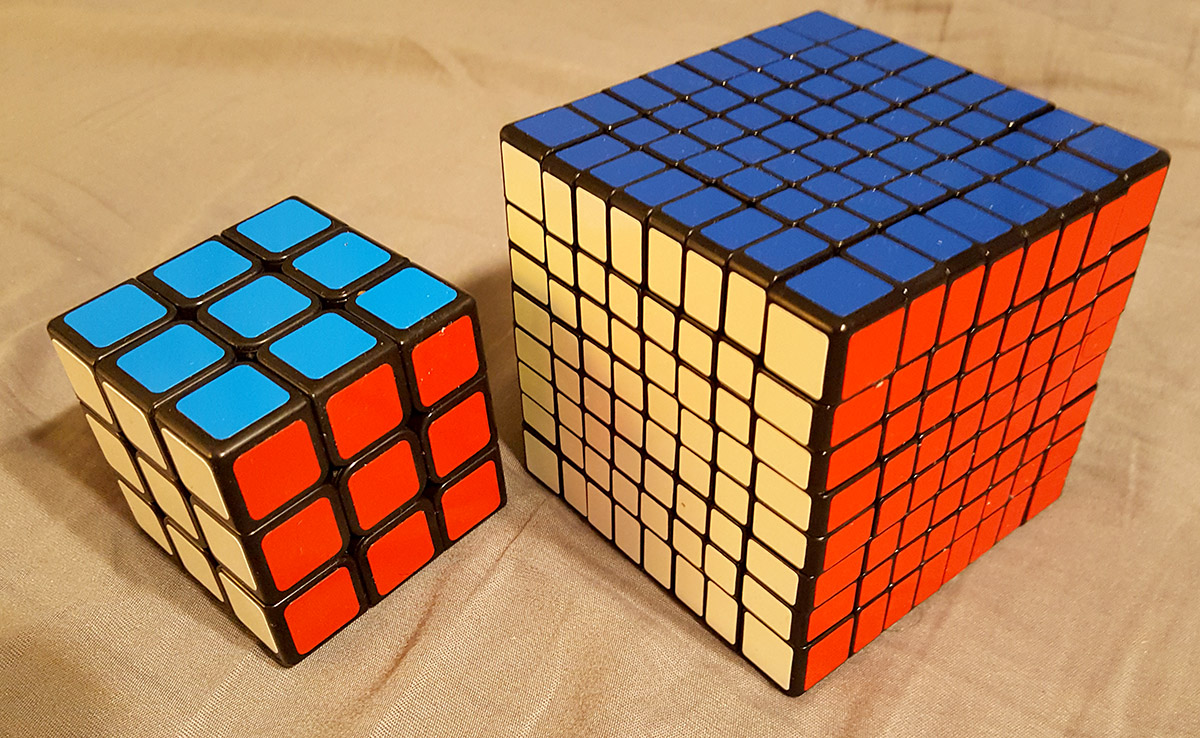
Кубик 3×3 и 8×8

V-кубик 8 (англ. V-Cube 8) ― шарнирная головоломка из серии однотипных кубиков 2×2, 3×3, 4×4 и 5×5. Вместе с кубиками 6×6 и 7×7 изобретена Панайотисом Вердесом.
Хотя кубик был запатентован в 2007 году, массовое производство головоломки началось только в 2014 году.
На поверхности кубика 296 деталей ― 216 одноцветных центров, 72 двуцветных ребра и 8 трёхцветных углов. Также есть 84 детали, полностью спрятанные внутри куба. Головоломка решается по типу кубика 3×3×3.
Общее количество перестановок равно:
{\displaystyle {\frac {8!\times 3^{7}\times 24!^{12}}{24^{55}}}\approx 3.52\times 10^{217}}
В отличие от Кубиков меньших размеров, официальных соревнований по скоростной сборке Кубика 8×8 не существует. Неофициальный рекорд принадлежит китайцу Anyu Zhang ― 3 минуты 19 секунд.